# Victoria Villarruel
Victoria Eugenia Villarruel (née le 13 avril 1975 à Buenos Aires) est une femme politique et avocate argentine. Elle est vice-présidente de la Nation argentine depuis le 10 décembre 2023.
Membre de la Chambre des députés argentine depuis 2021, elle est élue vice-présidente de l'Argentine en tant que colistière de Javier Milei lors de l'élection présidentielle argentine de 2023 au sein de la coalition politique La liberté avance.
Elle est décrite comme ultraconservatrice et nostalgique de la dictature militaire argentine.

## Jeunesse et formation
Victoria Eugenia Villarruel est née le 13 avril 1975. Son grand-père était un historien qui travaillait pour la Marine argentine ; selon elle, il a survécu à quatre attentats guérilleros. Son père était un haut gradé de l'armée argentine, revendiquant avoir participé à la répression sous la dictature et son oncle, ancien capitaine, est accusé de crimes contre l’humanité,. 
Victoria Villarruel suit des études de droit. Elle parle l'anglais et a des notions avancées en japonais.
En 2008, elle suit un cours sur la Coordination interinstitutions et la lutte contre le terrorisme au Centre William J. Perry pour les études de défense hémisphérique, une institution du département de la Défense des États-Unis basée à la National Defense University à Washington, D.C..
Elle est paroissienne d'une église de la Fraternité sacerdotale Saint-Pie-X[réf. nécessaire].

## Carrière associative et littéraire
Victoria Villarruel est la fondatrice du CELTYV, le Centre d’études légales sur le terrorisme et ses victimes, qui étudie les crimes supposés des organisations qui combattaient la dictature militaire,. Elle donne des conférences sur les droits de l'homme et les victimes du terrorisme dans de nombreux pays à travers le monde, notamment aux États-Unis, en Norvège, en Espagne, en Italie, en France, en Colombie, en Uruguay, au Pérou et au Mexique. Elle est une invitée récurrente des plateaux de télévision argentins. Elle a également été interviewée par The Wall Street Journal, le journal espagnol ABC et de nombreux autres médias internationaux de premier plan.

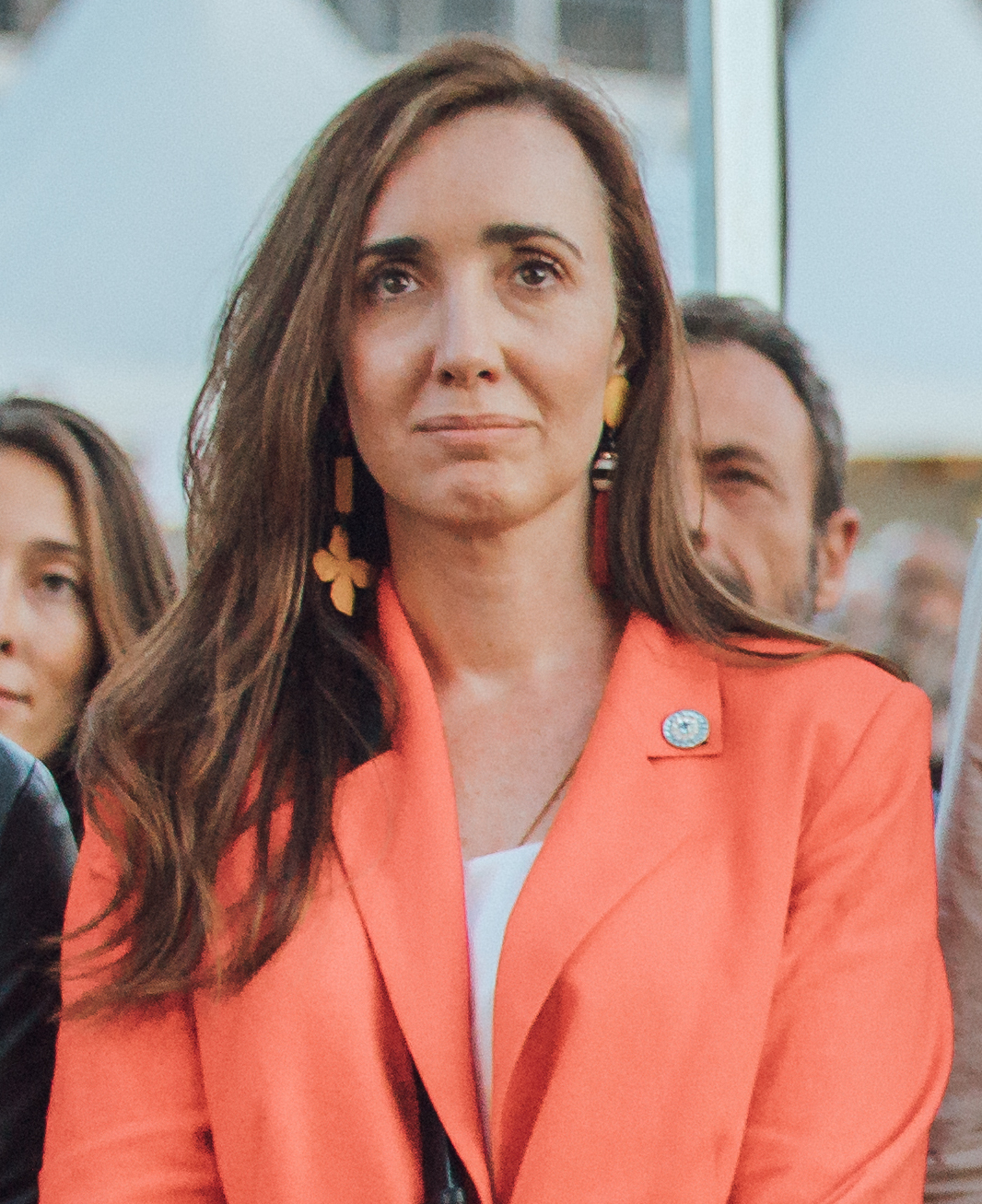
Victoria Villarruel en 2022.

Son livre Los otros muertos publié en 2014, portant sur les conflits argentins, a été critiqué pour des erreurs méthodologiques ; elle a inclus 84 N.N. (personnes non identifiées), des victimes datant d'avant la fondation des groupes qu'elle dénonce comme terroristes, des victimes d'autres groupes comme l'Alliance anticommuniste argentine, et n'a pas fait de distinction entre les décès de civils et les pertes militaires. Selon Victoria Villarruel, la majorité de leurs crimes ont en réalité été commis au cours des trois années de démocratie immédiatement avant le coup d'État militaire de 1976. En raison de ses critiques à l'égard des terroristes et de leur réhabilitation, elle a été accusée de défendre la « Guerre sale ». Elle affirme avoir reçu de nombreuses menaces et est donc obligée de prendre d'importantes précautions.
En 2020, Victoria Villarruel signe la Charte de Madrid, un document rédigé par le parti espagnol d'extrême droite Vox, qui décrit les organisations de gauche, tels que le Forum de São Paulo et le Groupe de Puebla, comme des ennemis de l'Ibéro-Amérique et les accuse de mener un « projet criminel sous l'égide du régime cubain » visant à déstabiliser les démocraties libérales et l'État de droit,,.

## Élection à la vice-présidence en 2023
Victoria Villarruel est la colistière de Javier Milei pour l'élection présidentielle argentine de 2023, en tant que candidate à la vice-présidence. Sa présence a cependant inquiété une partie des proches du candidat en raison de ses opinions perçues comme antidémocrates. Lors de la campagne, elle a demandé : « Comment imaginez-vous réparer un pays dévasté autrement que par la tyrannie ? ». Les militaires condamnés ont exprimé leur soutien au ticket Milei-Villarruel. Jorge Eduardo Acosta, deux fois condamné à perpétuité, s’est réjoui de leur éventuelle victoire : « L’heure de connaître la vérité approche », a-t-il écrit dans une lettre envoyée depuis la prison militaire de Campo de Mayo, où est également détenu l’ancien policier franco-argentin Mario Sandoval, qui a aussi exprimé son soutien. Milei et Villarruel remportent l'élection le 19 novembre 2023 au second tour. Victoria Villarruel devient ainsi la quatrième femme élue à cette fonction, après Isabel Perón, Gabriela Michetti et Cristina Fernández de Kirchner.

## Vice-présidente de la Nation
Victoria Villarruel prête serment et est investie vice-présidente de la Nation argentine le 10 décembre 2023, aux côtés du nouveau président Javier Milei, devenant ainsi la quatrième femme à exercer cette fonction, après Isabel Perón, Gabriela Michetti et Cristina Fernández de Kirchner, à qui elle succède directement. 

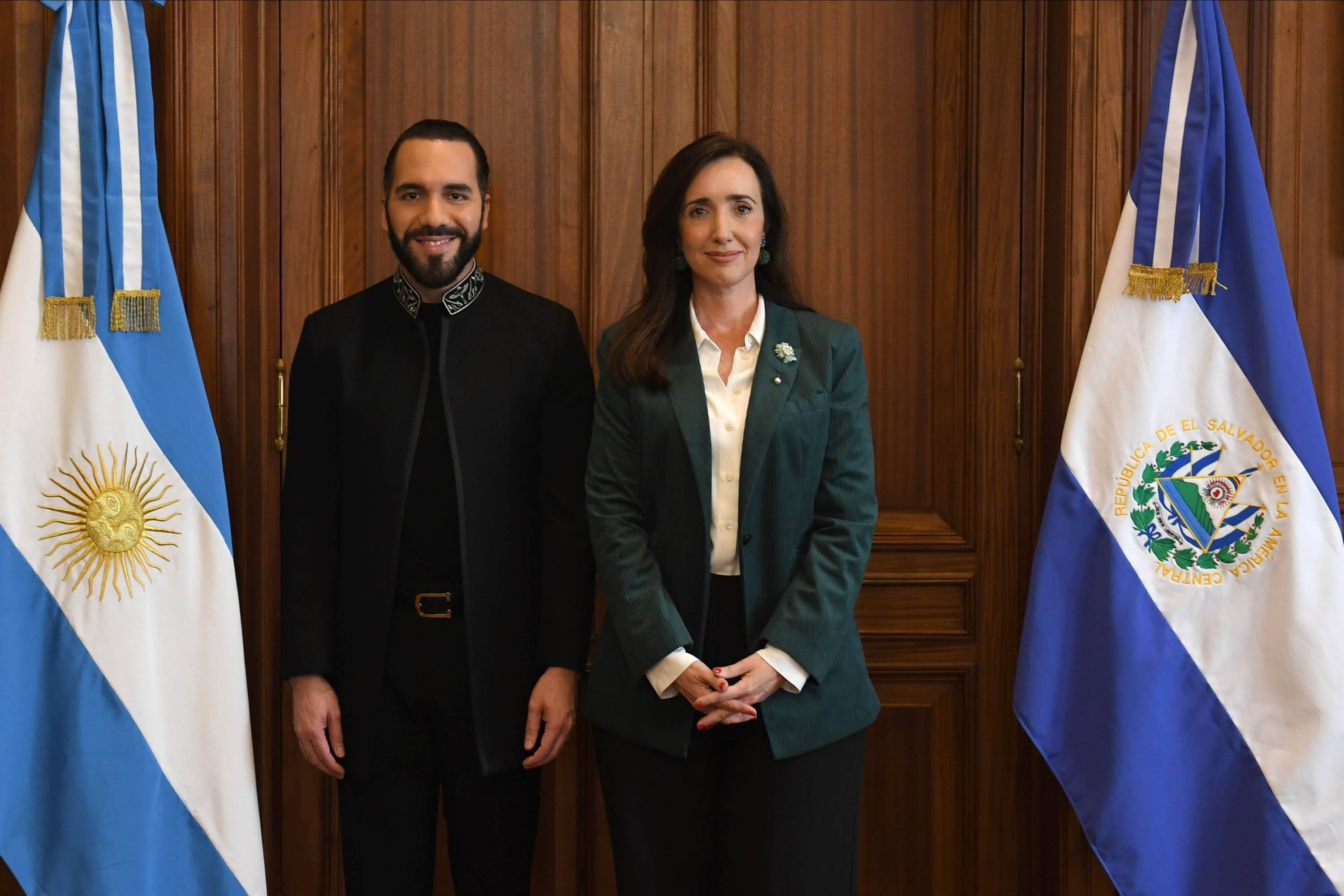
Victoria Villarruel avec le président salvadorien Nayib Bukele en 2024.

Alors que sa nomination au ministère de la Sécurité avait été annoncée par Javier Milei au cours de la campagne électorale, elle en est finalement écartée au profit de Patricia Bullrich. Ses relations avec le président Milei se détériorent et elle n'obtient pas non plus ses propres bureaux au sein du palais présidentiel. 

## Prises de position

### Dictature militaire
Victoria Villarruel a défendu la dictature militaire en Argentine et promeut une vision révisionniste de la junte militaire. Ces positions ont suscité la controverse et la critique, ainsi que des accusations de négation du terrorisme d'État en Argentine,,.
S'agissant des crimes de la dictatures, elle dénonce « le concept de terrorisme d'État », qu'elle décrit comme une « doctrine politicienne ». Elle a affiché son soutien aux militaires accusés de crimes contre l’humanité, en rendant par exemple visite en prison à Jorge Rafael Videla et à d’autres tortionnaires, selon elle victimes d’une « dictature de la pensée unique » promue par la gauche. Elle déclare vouloir « rendre au peuple » l'emplacement de l'ancienne l’École de mécanique de la marine (Esma) dans la capitale, le plus célèbre centre de détention et de torture de la dictature et qui est aujourd’hui un lieu de mémoire, afin d'en faire une école.
Dans une interview de 2011, Victoria Villarruel a affirmé que les personnalités politiques de l'opposition argentine évitaient de parler des victimes du terrorisme des années 1970. Elle s'est livrée à certaines formes de négationnisme historique et a déclaré que le CELTYV avait réussi à identifier 13 074 « victimes du terrorisme », dont 1 010 qui auraient été assassinées, ajoutant que ce chiffre n'était qu'une estimation préliminaire.
Victoria Villarruel s'est montré très critique à l'égard des présidences de Néstor Kirchner et de son épouse, Cristina Fernández de Kirchner, en prétendant qu'ils défendaient les terroristes de gauche. Elle a déclaré : « Pendant les douze dernières années, les gouvernements Kirchner ont glorifié la lutte armée des guérilleros. En Argentine, si vous ne soutenez pas les guérilleros, les gens supposent que vous soutenez la dictature ». Néstor Kirchner, élu en 2003, avait mis fin à l'impunité dont bénéficiaient depuis une vingtaine d'années les militaires accusés d'assassinats ou de torture en permettant la tenue de procès.
Victoria Villarruel critique sévèrement Estela de Carlotto, présidente de l'association des Grands-Mères de la place de Mai, qui cherchent à identifier leurs petits-enfants enlevés par les militaires : « Carlotto a été un personnage assez sinistre pour notre pays, parce qu’avec son air de gentille mamie, elle a justifié le terrorisme », assurant que la fille d'Estela de Carlotto, disparue en 1977 alors qu’elle était enceinte de trois mois, était une « terroriste ». Elle a également appelé l'association « les folles de la place de Mai ».

### Questions de société
Sur les questions sociales, bien que Victoria Villarruel soit favorable aux unions civiles pour les couples de même sexe, elle s'oppose au mariage homosexuel. Elle dénonce l’éducation à la sexualité à l’école, qu'elle décrit comme de « l’endoctrinement » des enfants sur les droits LGBT. Elle est en désaccord avec Javier Milei, son colistier pour l'élection présidentielle de 2023, sur des questions comme la légalisation du commerce d'organes, arguant que le corps humain n'est pas une marchandise. Ils ont également des opinions différentes sur la dictature militaire argentine ; Milei a publiquement déclaré qu'il n'en était pas un défenseur,.